# Safeyoka jezik
Safeyoka jezik (ambari, ampale, ampeeli-wojokeso, ampele; ISO 639-3: apz), jedan od 12 jezgrovnih anganskih jezika, šire anganske skupine, transnovogvinejske porodice, kojim govori 2 390 ljudi (1980 census) u Papua novogvinejskoj provinciji Morobe u distriktima Kaiapit, Lae-Wamba i Menyamya.
Govore se dva dijalekata, aiewomba i wajakes (wocokeso), a u upotrebi su i tok pisin [tpi] ili yabem jezik [jae]. Pismo: latinica.

## Vanjske poveznice
- Ethnologue (14th)
- Ethnologue (15th)